# Markus Föderl
Markus Föderl (* 29. Mai 1964 in Linz) ist ein österreichischer Redakteur und Fernsehmoderator.

## Werdegang
Föderl studierte in seiner Geburtsstadt Linz und in Salzburg Jus und durchlief ab 1984 eine Ausbildung zum Redakteur und Moderator beim Österreichischen Rundfunk (ORF). Bis 1992 arbeitete er auf verschiedenen Stationen für den ORF. Danach wechselte er in die Redaktion des gerade gegründeten Nachrichtensenders n-tv nach Berlin. Dort war er als Reporter und Chef vom Dienst im Einsatz.
Markus Föderl-Höbenreich ist seit 1993 mit der Journalistin Alexandra Föderl-Schmid verheiratet.
1997 wurde Markus Föderl Redakteur beim ZDF-Morgenmagazin. Als stellvertretender Chefredakteur kehrte er ein Jahr später zu n-tv zurück. Von Januar 2001 bis zum 30. September 2007 war er der Chefredakteur des Senders. Im Anschluss nahm er Beratertätigkeiten für den Schweizer Rundfunk wahr, wechselte im September 2008 zur Produktionsfirma TV 21 von Sabine Christiansen, wo er bis 2011 Redaktionsleiter war. 
Seither berät Markus Föderl Führungskräfte aus Politik, Wirtschaft und Wissenschaft in Medienfragen. Sein Schwerpunkt ist das Coaching für alle Formen des öffentlichen Auftritts – von Interviews über Reden bis zu Pressekonferenzen und Hauptversammlungen. Darüber hinaus entwickelt er Formate für die professionelle Bewegtbildkommunikation.
Föderl ist Beirat der Berlin Media Professional School und Gründungsmitglied der BELA-Foundation.
| Personendaten    | Personendaten                                   |
| ---------------- | ----------------------------------------------- |
| NAME             | Föderl, Markus                                  |
| ALTERNATIVNAMEN  | Föderl-Höbenreich, Markus                       |
| KURZBESCHREIBUNG | österreichischer Redakteur und Fernsehmoderator |
| GEBURTSDATUM     | 29. Mai 1964                                    |
| GEBURTSORT       | Linz, Österreich                                |